# 小松真知子
小松 真知子（こまつ まちこ、1949年 - ）は日本のピアニスト。タンゴ楽団『小松真知子とタンゴクリスタル』（別名『タンゴクリスタル』）代表

## 人物
1949年生まれ、桐朋学園大学ピアノ科卒業。
1986年、夫でギタリストの小松勝と『タンゴクリスタル』を結成することとなる。当初、『タンゴクリスタル』のバンドネオンは、門奈紀生が担当していたが、後に息子の小松亮太が10年以上担当することとなる。『小松真知子とタンゴクリスタル』は、タンゴ楽団としての演奏活動を25年継続してきた。
「日本のタンゴピアニストの第一人者」という声もある。レパートリーは、古典のアルゼンチンタンゴや、アストル・ピアソラ作品などのモダンタンゴの作品の他、コンチネンタルタンゴも多く手がけている。
「日本人が愛してきた、またこれからも愛し続けるタンゴ」を求めることをライフワークとしている。

## CD・DVD
タンゴクリスタル公式サイトより
- アルゼンチンタンゴ集
- タンゴライブ集
- バイレ・デ・タンゴ
- 25周年DVD　若き精鋭と綴る「なつかしのタンゴ名曲集」